# Daniel Carleton Gajdusek
Daniel Carleton Gajdusek (Yonkers, 9 september 1923 – Tromsø, 12 december 2008) was een Amerikaans arts en medisch onderzoeker. In 1976 won hij de helft van de Nobelprijs voor de Fysiologie of Geneeskunde voor zijn onderzoek naar de ziekte kuru, de eerste prionziekte ooit beschreven. Hij deelde de prijs met Baruch Samuel Blumberg, die de prijs voor een ander onderzoek kreeg.

## Biografie

### Carrière
Gajdusek werd geboren als zoon van Oost-Europese immigranten. Zijn vader kwam uit Slowakije en zijn moeder uit Hongarije. In 1943 studeede Gajdusek af aan de Universiteit van Rochester, alwaar hij natuurkunde, biologie en wiskunde had gestudeerd. Hij kreeg in 1946 een Doctor of Medicine van de Harvard-universiteit. Daarna deed hij postdoc-onderzoek bij Caltech en Harvard, alvorens te worden opgeroepen voor militaire dienst aan de Walter Reed Army Medical Service Graduate School. Hij deed hier virologisch onderzoek.
Van 1952 tot 1953 had hij een positie aan het Pasteur Instituut in Tehran. In 1954 werd hij onderzoeker aan het Walter and Eliza Hall Institute of Medical Research in Melbourne. Hier begon hij met het onderzoek dat hem uiteindelijk de Nobelprijs zou opleveren.
In 1958 werd hij hoofd van de laboratoria voor virologisch en neurologisch onderzoek aan het National Institutes of Health (NIH).

### Onderzoek naar kuru
Gajdusek kreeg de Nobelprijs voor zijn onderzoek naar de ziekte kuru, die in de jaren 50 en 60 veel voorkwam bij vrouwen en kinderen in Nieuw-Guinea. Vincent Zigas, een lokale arts, liet Gajdusek kennismaken met de ziekte. Voor zijn onderzoek leefde Gajdusek lange tijd bij de Fore, een stam waar de ziekte voorkwam.
Gajdusek kwam uiteindelijk tot de conclusie dat de ziekte werd veroorzaakt door kannibalisme. Onder de Fore heerste volgens hem nog de traditie om gestorven familieleden op te eten. Vrouwen en kinderen kregen altijd de hersenen. Daarin zat volgens Gajdusek het gevaar. Toen de Fore besloten met deze traditie te stoppen, verdween de ziekte vrijwel geheel binnen een generatie. Gajdusek kon niet precies bepalen hoe het eten van hersenen met de ziekte was verbonden, maar later onderzoek toonde aan dat de proteïne prion de oorzaak was.
Hoewel Gajduseks theorie over kannibalisme in de medische wereld nog altijd wordt gezien als correct, twijfelen sommigen aan het feit of kannibalisme inderdaad nog steeds werd gebruikt door de Fore ten tijde van Gajduseks onderzoek. Kritikus Willam Arens toonde aan dat Gajdusek nooit daadwerkelijk getuige was van dit ritueel. Andere onderzoekers die met de Fore hadden gewerkt, beweerden dat het kannibalisme binnen de stam in 1948, bijna 10 jaar voor Gajduseks onderzoek, reeds was onderdrukt.

### Latere jaren
In 1974 werd Gajdusek geïntroduceerd in de National Academy of Sciences.
In de loop der jaren nam Gajdusek regelmatig kinderen mee uit ontwikkelingslanden om hen in Amerika een goede opleiding te kunnen geven. In april 1996 werd hij door een man die als kind bij Gajdusek had gewoond beschuldigd van het destijds plegen van seksueel misbruik. Op basis van notities die hij tijdens zijn onderzoeken had gemaakt oordeelde de rechter dat Gajdusek inderdaad schuldig was. In 1997 bekende Gajdusek schuld. Hij werd veroordeeld tot een gevangenisstraf van 19 maanden.
Nadat hij in 1998 weer vrijkwam, vertrok hij voor vijf jaar naar Europa.